# 聖セラピオン (スルバラン)
『聖セラピオン』（せいセラピオン、西: San Serapio, 英: Saint Serapion）、または『聖セラピオンの殉教』（せいセラピオンのじゅんきょう、英: The Martyrdom of Saint Serapion）は、スペインのバロック絵画の巨匠フランシスコ・デ・スルバラン (1598–1664年) が1628年にキャンバス上に油彩で制作した絵画である。 作品は、セビーリャにあったメルセダリオス・カルサードス修道会（メルセド騎士団）の修道院 (現在のセビーリャ美術館) 内の遺体安置用礼拝堂「サラ・デ・プロフンディス (Sala de Profundis)」に掛けるべく委嘱された。聖セラピオンは、彼の胸の左側にある小さな紙片に書かれた銘文によって特定化されている。作品は、米国コネチカット州ハートフォードにあるワズワース・アテネウム美術館に所蔵されている。

## 歴史
スルバランは、悔悛する聖人や殉教した聖人を描くことで知られている。本作に描かれている聖セラピオン (1179–1240年) はメルセド騎士団の修道士で、1196年の第3回十字軍に参加し、北アフリカに渡った。キリスト教徒の捕虜を釈放するのと引き換えに、自らイスラム教徒の人質となった。セラピオンは彼のメルセド騎士団が身代金を払って彼を自由にしてくれるのを待つ間に、ムーア人にキリスト教を説こうと試み、そのために1240年に殉教した。一説によると、セラピオンは腹を切り裂かれて内臓が外に垂れ下がり、そのため長時間にわたってひどく苦しみながら死んだという。

## 作品
批評家のトム・ラボック (Tom Lubbock)  は、2人の聖人の殉教の描かれ方の違いを説明するために本作を引用した。すなわち、本作での聖セラピオンの残虐な死の抑制された平穏な描写と、1581年12月に公的に首吊り・内臓抉り・四つ裂きの刑に処せられたイエズス会司祭で殉教者の聖エドマンド・キャンピオン (1540–1581年) の同じか、それ以上に残虐な死を比較したのである。 本作に悲惨な細部描写が見られないことは、作品が遺体安置用礼拝堂に掲げられ、セラピオンの殉教以上に死の象徴としての機能を持っていたことにより説明できる。
聖セラピオンはスルバランによりほとんど磔のポーズで描かれており、それぞれの手はロープと鎖で頭上にある水平の木の棒に縛られている。両手はすでに動かず、手首のところで縛り綱と反対方向にゆるやかに折れ曲がっている。抵抗力の亡くなった身体が画面左側に向かってかすかに傾いている感じは、細部に画家の注意深い関心が向けられていることによっていっそう強調されている。その結果、不自然に長い弧形が首から左手へと大きく伸び、身体のぐったりとした感じが強調される。
ニューヨーク・タイムズのマイケル・ブレンソン (Michael Brenson) によれば、セラピオンの頭部は「衣服の領域から外套の領域へと移動し、外套は頭部を支え、それを空へと上げる可能性を持っているようである」。絵画は人物像の膝の部分までしか描いていないが、両腕にかかっている重量は左肩と右の伸ばされた腕から下がっている布の重たい襞によって示唆されている。
本作は、ホセ・デ・リベーラに由来するスペインのテネブリズムの伝統の中で強いキアロスクーロを用いている。強い、輝くばかりの光がセラピオンの白い修道服を照らしているが、それと同時に背景はその照明に抗するかのように暗く、よって画面は前面に突出してくる。背景にとどく光は、セラピオンの手首を縛りつけた木の幹をわずかに見せるに十分な光のみである。
布を描くために使われている白色が画面で支配的であることにより静けさの感覚が生み出されているが、一方で絵画の緊張感は衣服の深い襞により生まれる暗色の陰に由来している。2003年に、スコットランドの画家アリソン・ワットは以下のように記した。「それぞれの (服の) 襞が光と陰の基本的要素にまで還元されている。鑑賞者はこの簡素さに誘惑され、騙されていたことに気づく。スルバランは、セラピオンの慎ましい衣服の布地を純粋で素晴らしい白により神々しい水準にまで引き上げているのである」。

## 影響
20世紀半ばのアメリカの詩人フランク・オハラよる詩「"Meditations in an Emergency" 」にスルバランの『聖セラピオン』への以下の言及がある。
聖セラピオンよ、私はドストエフスキーに描写される真夜中のように白いあなたの衣服で私自身を包む。